# Atletismo nos Jogos Pan-Americanos de 2023 - 10000 m masculino
A competição de 10000 metros masculino do atletismo nos Jogos Pan-Americanos de 2023 foi disputada em 3 de novembro no Parque Deportivo Estadio Nacional, em Santiago, no Chile. No total, competiram 12 atletas de 8 Comitês Olímpicos Nacionais (CON).

## Calendário
Horário local (UTC-4).
| Data          | Horário | Fase  |
| ------------- | ------- | ----- |
| 3 de novembro | 18:10   | Final |

## Medalhistas
| Ouro   | USA Isai Rodriguez   |
| Prata  | USA Samuel Chelanga  |
| Bronze | EAI Alberto Gonzalez |

## Recordes
Antes desta competição, os recordes mundiais e dos Jogos Pan-Americanos da prova eram os seguintes:
| Tipo                             | Atleta            | Tempo    | Local          | Data                 |
| -------------------------------- | ----------------- | -------- | -------------- | -------------------- |
|                                  | Joshua Cheptegei  | 26:11.00 | Valencia       | 7 de outubro de 2020 |
| Recorde dos Jogos Pan-Americanos | José David Galván | 28:08.74 | Rio de Janeiro | 27 de julho de 2007  |

## Resultados

### Final
Estes foram os resultados:
| Pos. | Ordem | Atleta                   | Nacionalidade                       | Tempo    | Notas                |
| ---- | ----- | ------------------------ | ----------------------------------- | -------- | -------------------- |
| 01 ! | 9     | Isai Rodriguez           | USA Estados Unidos                  | 28:17.84 |                      |
| 02 ! | 12    | Samuel Chelanga          | USA Estados Unidos                  | 29:01.21 |                      |
| 03 ! | 8     | Alberto Gonzalez         | EAI Equipe de Atletas Independentes | 29:12.24 |                      |
| 4    | 11    | Carlos Martín Díaz       | CHI Chile                           | 29:22.54 |                      |
| 5    | 2     | Hector Pagan             | PUR Porto Rico                      | 29:29.22 | Recorde da temporada |
| 6    | 10    | Marcelo Laguera          | MEX México                          | 29:29.48 |                      |
| 7    | 7     | Mario Pacay              | EAI Equipe de Atletas Independentes | 29:34.29 |                      |
| 8    | 5     | Ignacio Andrés Velásquez | CHI Chile                           | 29:55.69 |                      |
| 9    | 6     | José Luis Rojas          | PER Peru                            | 30:11.02 |                      |
| 10   | 3     | Ivan Darío Gonzalez      | COL Colômbia                        | 30:13.81 |                      |
| 11   | 4     | Victor Zambrano          | MEX México                          | 30:49.99 |                      |
| –    | 1     | Daniel do Nascimento     | BRA Brasil                          | DNS      |                      |

Legenda
| Recorde mundial                  | Recorde mundial (World record)               |                       | Recorde africano                      | Recorde africano (African) |                                           | Q | Classificado por posição (Qualified) |
| Recorde dos Jogos Pan-Americanos | Recorde pan-americano (Pan-American record)  | Recorde da América    | Recorde da América (Americas)         | q                          | Classificado por melhor tempo (Qualified) |   |                                      |
| Melhor marca do ano              | Melhor marca do ano (World leading)          | Recorde asiático      | Recorde asiático (Asian)              | DNS                        | Não largou (Did not start)                |   |                                      |
| Recorde nacional                 | Recorde nacional (National record)           | Recorde europeu       | Recorde europeu (European)            | DNF                        | Não terminou (Did not finish)             |   |                                      |
| Recorde pessoal                  | Recorde pessoal do atleta (Personal best)    | Recorde da Oceania    | Recorde da Oceania (Oceania)          | DSQ / DQ                   | Desclassificado (Disqualified)            |   |                                      |
| Recorde da temporada             | Recorde da temporada do atleta (Season best) | Recorde sul-americano | Recorde sul-americano (South America) | NM                         | Sem marca (No mark)                       |   |                                      |